# British-India Steam Navigation Company
La British-India Steam Navigation Company, connue également sous l'acronyme BI, est une ancienne compagnie maritime britannique opérant dans l'Océan Indien et la Route des Indes fondée au XIXe siècle. Créée en 1856 par le partenariat de deux hommes d'affaires écossais William Mackinnon et Robert Mackenzie, elle est d'abord connue sous le nom de Calcutta and Burmah Steam Navigation Company avant d'être rebaptisée en 1862. Elle transporte le courrier et les passagers par paquebots dans l'Empire des Indes depuis Calcutta (Inde) puis diversifie et étend ses services en Asie, en Afrique et en Océanie.
Un an après que Lord James Lyle Mackay, Comte Inchape, en soit devenu le président, elle fusionne en 1914 avec la Peninsular and Oriental Steam Navigation Company, mais continue d'opérer sous son propre nom pendant plus de 50 ans.
La British-India opère principalement sur les lignes de l'Angleterre aux Indes, mais aussi à destination de l'Afrique orientale (Kenya, Tanganyika) et l'Australie. Elle dessert également les routes de l'Empire britannique des Indes (entre l'Inde, le Pakistan, Ceylan et le Golfe du Bengale jusqu'à la Birmanie), l'Asie du Sud-Est (Singapour, la Malaisie, Java, la Thaïlande), l'Extrême-Orient (Japon, Chine) ainsi que le Moyen-Orient (Golfe Persique) et la Nouvelle-Zélande. Elle joue un rôle-clé pour le gouvernement britannique et celui de l'Empire des Indes, notamment comme transport de troupes. La compagnie est définitivement absorbée au sein de la P&O en 1972.

## Histoire

### Origine et création
Au milieu du XIXe siècle, deux hommes d'affaires écossais, William Mackinnon et Robert Mackenzie créent une entre prise commerciale : la Mackinnon, Mackenzie & Co. C'est ce partenariat qui est à l'origine de la BI en 1856, 3 ans après la disparition lors d'un naufrage de William Mackinnon. La société est d'abord fondée sous le nom de Calcutta and Burmah Steam Navigation Company avant d'être rebaptisée British India Steam Navigation Company en 1862 et enregistrée à Glasgow (Écosse). Entretemps, Mackenzie a obtenu un contrat l'autorisant à délivrer le courrier entre Calcutta et Rangoon dans le Golfe du Bengale et l'Empire des Indes. La première ligne est ouverte dès 1857 entre l'Inde et la Birmanie (Calcutta-Rangoon-Moulmein).

### L'expansion en Orient auXIXesiècle

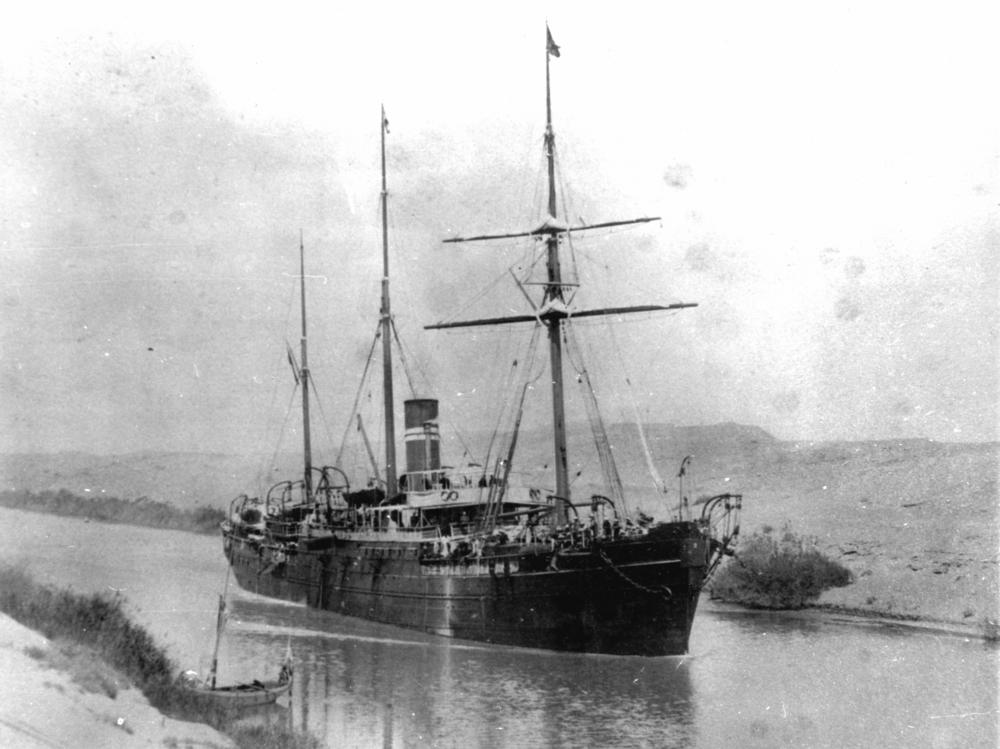
Le Quetta (1861)

Dès 1862, de nouvelles lignes et de nouveaux services sont inaugurés dont un entre Bombay et le Golfe Persique. En 1866, sa filiale hollandaise NISM inaugure sa première liaison à destination des Indes orientales (l'Indonésie, alors colonie néerlandaise). En 1872, elle inaugure sa première ligne africaine (Aden-Zanzibar).
La création du Canal de Suez en 1869 lui permet également de se développer et de former son premier service depuis Londres jusqu'à Bassorah (en Irak) en 1874 puis de Londres à Calcutta en 1876. Sa filiale BIAS (British India Associated Steamers), créée en 1873, opère également en Australie à partir de 1885 puis en Nouvelle-Zélande en 1896. Elle développe son activité en Australie par l'achat en 1886 de l'Australian Steam Navigation Company et de ses liaisons côtières depuis Brisbane. D'autre part, une filiale africaine (la British Imperial East Africa Company) reçoit une charte royale en 1888 pour opérer dans les colonies britanniques d'Afrique orientale. Au XXe siècle, le développement se poursuit avec la création en 1901 de l'Eastern Coal Company pour le transport de charbon en Orient. Les services de la compagnie sont également étendus en Extrême-Orient avec la création d'une ligne Madras-Japon en 1902 puis la desserte de la Chine en 1904. Enfin, l'Apcar (en 1912) et l'Archibald Currie (en 1913) sont rachetées.

### La fusion avec la P&O et la poursuite du développement
En 1913, Lord James Lyle Mackay, Comte Inchape, devient le président de la compagnie. Un an plus tard, en 1914, celle-ci fusionne avec la Peninsular and Oriental Steam Navigation Company (P&O) mais continue de garder son identité propre et continue son développement. Durant la Première Guerre mondiale, en 1915, elle crée la Mazagon Dock Company à Bombay. Elle diversifie également ses activités en créant en 1916 les magasins d'ateliers Garden Reach à Calcutta. Puis, elle étend ses lignes en Orient par les rachats successifs de la Nourse Line et de la Hain Steamphsip en 1917 puis de la Strick Line en 1919 et atteint son apogée avec pas moins de 161 navires en 1920. Elle rachète également la flotte de l'Arracan en 1928 puis des intérêts dans l'Asiatic Steam Navigation Company en 1935.
Durant la Seconde Guerre mondiale, elle paie, comme beaucoup d'autres compagnies maritimes, un lourd tribut de guerre, notamment par la réquisition de ses navires comme transport de troupes par la Royal Navy. Sur une flotte de 103 navires en 1939, 51 sont coulés, dont le HMT Rohna.

### L'après-guerre et la fin de carrière

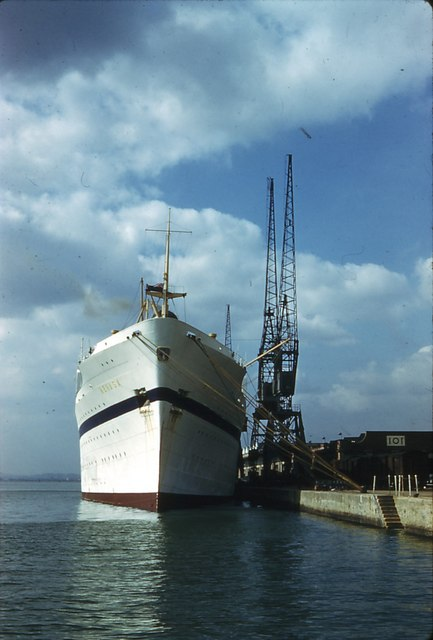
Le SS Nevasa dans le port de Southampton (1965)

L'après-guerre et les années 1950 et 60 marquent le déclin du transport maritime concurrencé par l'avion. La BI, marquée également par la décolonisation de l'Empire des Indes en 1947, n'y échappe pas. Elle tente pourtant de surnager en créant de nouvelles lignes. En 1948 est ouverte la ligne de Bombay au Golfe Persique. Puis, en 1951, une liaison est inaugurée entre le Golfe et le Japon. Un an après son centenaire en 1956, les activités de la compagnie sont progressivement démantelées au sein du groupe P&O en pleine restructuration. Dans sa dernière décennie, la BI transporte des milliers d'enfants à bord de croisières éducatives. Le dernier navire construit pour la compagnie fut en 1956 le SS Nevasa, démantelé en 1975. Son dernier navire en activité, le SS Uganda (1952) servit la Royal Navy comme navire-hôpital durant la Guerre des Malouines en 1982 et fut retiré du service en 1985. En 1972, la P&O absorbe définitivement ce qui reste de la British India.

### Sitographie
- (en) « Histoire de la BI », sur biships.com (consulté le 23 février 2015)
- (en) « Histoire des chantiers de la Clyde : Navires construits pour la BI », sur clydesite.co.uk (consulté le 23 février 2015)
- (en) « Histoire et flotte de la BI », sur theshipslist.com (consulté le 23 février 2015)